# Церква Введення в храм Пресвятої Богородиці (Вибранівка)
Церква Введення в храм Пресвятої Богородиці розташована у селі Вибранівка Жидачівського району Львівської області. Костел занесений до Реєстру пам'яток України національного значення за охоронним номером 1356/1.

## Історія
Час виникнення села Вибранівка і парафії достовірно невідомий. Перша згадка містечка Вибранівка походить з 1631. Місто було повністю знищене 1648 татарами. Церкву заклали на високому пагорбі над селом. Можливо, найдавніша церква дійшла до 16 березня 1742, коли у протоколі візитації парафії відзначили її давній вік. До парафії належало 16 родин. Її мали б збудувати з дозволу власника міста, яким у 1740-х роках був Стефан Ігнатій Карчевський. Священиком на ту пору був Стефан Прокопович, який по насліках візитації повинен був у Львові звітувати у відповідних церковних інстанціях.
У протоколі візитації 1764 зазначено, що церква з букового дерева стоїть на дубових підвалинах. Над нефом і пресбістерієм церква була перекрита верхами, форма яких не була зазначена. У 1760-х роках власником Вибранівки був львівський каштелян, вишинський староста Фелікс Антон Лось. Він надав 1760 пароху о. Теодору Воронкевичу привілей на право вільного вирубу лісу, безкоштовного користування млином. Церкві належало ґрунтів на 16 днів оранки (11 морґів), луки на 9 косарів (8 морґів). До парафії вже належало 30 родин і у ній не було школи. Господарі платили щороку пароху по 15 грошів і по грошу при Великодній сповіді, дякові по 6 грошів.
На 1789 за пароха о. Іллі Марцінкевича до парафії належало 60 родин і належало 11 морґів поля, 7 морґів лук. Фелікс Антон Лось повинен був біля 1800 виступити фундатором будівництва мурованої церкви, але він помер 1804. Проект церкви виконав 1815 львівський архітектор Фридерик Пахман]] і її збудували 1817. У церковному інвентарі 1831 вказано, що фундатором будівництва церкви була власниця міста Розалія Лось. Інтер'єр перемалював 1907 Маркіян Хацієвич.
Парохами були о. Михайло Гаварецький (1832-1839), о. Мар'ян Литвин (1891-1894), о. Володимир Дорош (1894-1920-і роки). Двший час парохом церкви був відомий «москвофіл» о. Туркевич, котрий помер у червні 1893 у віці 80 років. На 1894 інтер'єр церкви потребував нагального ремонту, на що проводилась збірка коштів, зокрема концерт за участі львівського співака Калиновича.
З квітня 1935 парохом став о. Теодор Чаниж, який зайнявся відновленням храму. Церква без значних пошкоджень пережила Другу світову війну, але була закрита 1946 року. Вона була передана громаді віруючих 1989. Після першочергового ремонту 24 жовтня 1989 її освятили, згодом Данило Чорний зі Львова розписав інтер'єр. 26 лютого 1990 у церкві встановили іконостас, виконаний Миколою Гладким з Миколаєва. У церкві було встановлено 2006 новий престол

### Церква
Церква збудована з блоків тесаного каміння на високому пагорбі у формі ротонди з високою банею з світловим ліхтарем. Зовні стіни розчленовані пілястрами доричного ордеру, у площинах між якими розміщено напівкруглі вікна і ніші. Фасад має вигляд виступаючої з об'єму ротонди площини, завершеної трикутним фронтоном з невеликими волютами, що є ремінісценціями барокового стилю. По краях аттиків розміщені кам'яні фігури апостолів. Карниз ділить фасад на два рівні, а пілястри членують на три площини. На першому ярусі у центральній площині розміщено прямокутний проріз дверей, а у бічних ніші і круглі віконця з профільованим обрамленням. У верхньому ярусі на атиках, центральній площині розміщені ніші, з фресковим розписом центральної. Дещо пізніше по осі костелу ззаду добудували прямокутне захристя під двосхилим дахом. В інтер'єрі над входом на двох мурованих стовпах встановлено хори. Відповідно до зовнішнього членування стіни розчленовано лопатками і було вкрито розписами. Замість іконостасу встановили невеликий вівтар з намальованими 1817 образами.
Схожі церкви-ротонди були збудовані на початку ХІХ ст. василіанами — Петра і Павла у Дрогобичі (1828), Преображення Господнього у Гошеві (1842), Св. Костянтина і Олени в Опорі (1830).
Поряд з церквою розміщена дзвіниця, завершена трикутним фронтоном, декорована пілястрами. Вона занесена до Реєстру пам'яток національного значення з охоронним номером 1356/2.